# Anna Kowalewska-Kudłaszyk
Anna Kowalewska-Kudłaszyk – polska fizyk, doktor habilitowana nauk fizycznych związana z Wydziałem Fizyki UAM w Poznaniu. Specjalizuje się w optyce kwantowej, informacji kwantowej oraz inżynierii kwantowej.

## Życiorys
Fizykę doświadczalną ukończyła na poznańskim Wydziale Fizyki UAM w 1995 (praca magisterska: Kwantowe modele stabilizacji atomu rydbergowskiego, przygotowana pod kierunkiem Ryszarda Parzyńskiego). Doktoryzowała się na macierzystym wydziale w roku 2000 na podstawie pracy pt. Wpływ silnego pola laserowego i struktury modowej rezerwuaru na atomowe własności emisyjne i absorpcyjne (promotorem był Ryszard Tanaś).
Habilitowała się w 2016 na podstawie oceny dorobku naukowego oraz cyklu publikacji pt. Inżynieria stanów kwantowych, splątanie i jego ewolucja w układach z nielinowością typu Kerra. Na macierzystym Wydziale Fizyki UAM pracuje jako adiunkt w Zakładzie Optyki Nieliniowej.
Swoje prace publikowała m.in. w „Progress in Optics", „Physical Review A" oraz „Optics Communications".